# Пантелеймоновская улица (Чернигов)
Пантелеймоновская улица (до 2022 года — улица Малясова) (укр. Пантелеймонівська вулиця) — улица в Новозаводском районе города Чернигова. Пролегает от улицы Украинский Хутор (Ватутина) до улицы Ивана Мазепы.
Примыкают улицы Фабричная, Иоанна Максимовича, Межевая, Троицкая (Суворова), Промышленная, Сковороды, Вороного.
По названию улицы именуется остановка общественного транспорта, расположенная по улице Ивана Мазепы.

## История
Пантелеймоновская улица была проложена в период 1908-1916 годы в западном направлении от дачи Тиволи (от современной улицы Украинский Хутор). В 1927 году Пантелеймоновская улица переименована на Полевую улицу. Перед Великой Отечественной войной улица была продлена далее на запад — до Промышленной улицы.
После Великой Отечественной войны Полевая улица переименована на улица Малясова — в честь Героя Советского Союза Виктора Александровича Малясова. В период 1950—1960-е годы улица была вновь продлена на запад — до улицы Щорса, обретя современные размеры.
С целью проведения политики очищения городского пространства от топонимов, которые возвеличивают, увековечивают, пропагандируют или символизируют Российскую Федерацию и Республику Беларусь, 1 августа 2022 года улице было возвращено историческое название, согласно Решению Черниговского городского совета № 19/VIII-6 «Про переименование улиц в городе Чернигове» («Про перейменування вулиць у м. Чернігові»)

## Застройка
Улица пролегает в восточном направлении.
Парная и непарная стороны улицы заняты преимущественно усадебной застройкой, частично мало- и многоэтажной (три 2-этажных дома, по одному 3-этажному и 5-этажному дому) жилой и нежилой застройкой.

вид со стороны перекрестка с Промышленной улицей справа историческое здание дом № 7 Промышленной улицв
табличка со старым названием улицы

Учреждения:
1. дом № 12 — Черниговская областная экологическая инспекция
2. дом № 14 — школа № 17

Есть ряд значимых и рядовых исторических зданий, что не являются памятниками архитектуры или истории: усадебные дома № 3, 5, 6/1, 7, 11, 18, 20, 46; 2-этажные дома № 35, 37; 3-этажный дом № 14.
Мемориальные доски:
1. дом № 14 — советскому и украинскому филологу и литературоведу Михайлине Фоминичне Коцюбинской — на здании школы № 17
2. дом № 14 — участнику антитеррористической операции на востоке Украины Артёму Руднику — на здании школы № 17, где учился